# Сантіурде-де-Торансо
Сантіурде-де-Торансо (ісп. Santiurde de Toranzo) — муніципалітет в Іспанії, у складі автономної спільноти Кантабрія. Населення — 1512 осіб (2009).
Муніципалітет розташований на відстані близько 310 км на північ від Мадрида, 26 км на південний захід від Сантандера.
На території муніципалітету розташовані такі населені пункти: Асереда, Барсена, Ірус, Пандо, Пенілья, Сан-Мартін, Сантіурде-де-Торансо (адміністративний центр), Вехоріс, Вільясевіль.

## Демографія
Динаміка населення (INE ):

## Галерея зображень

Розташування муніципалітету